# Kurara
Kurara es un pueblo y nagar Panchayat situado en el  distrito de Hamirpur en el estado de Uttar Pradesh (India). Su población es de 13408 habitantes (2011). 

## Demografía
Según el  censo de 2001 la población de Kurara era de 13408 habitantes, de los cuales el 54% eran hombres y 46% eran mujeres. Kurara tiene una tasa media de alfabetización del 83,89%, superior a la media nacional del 59,5%: la alfabetización masculina es del 90,56%, y la alfabetización femenina del 72,23%.